# 슈크루트
슈크루트(프랑스어: choucroute, 알자스어: Suurchrut 수르흐루트)는 프랑스의 알자스 지역에서 만드는 전통 자우어크라우트이다.

## 이름
"알자스식 자우어크라우트"라는 뜻의 슈크루트 달자스(프랑스어: choucroute d'Alsace)라 불리기도 한다.

## 사진

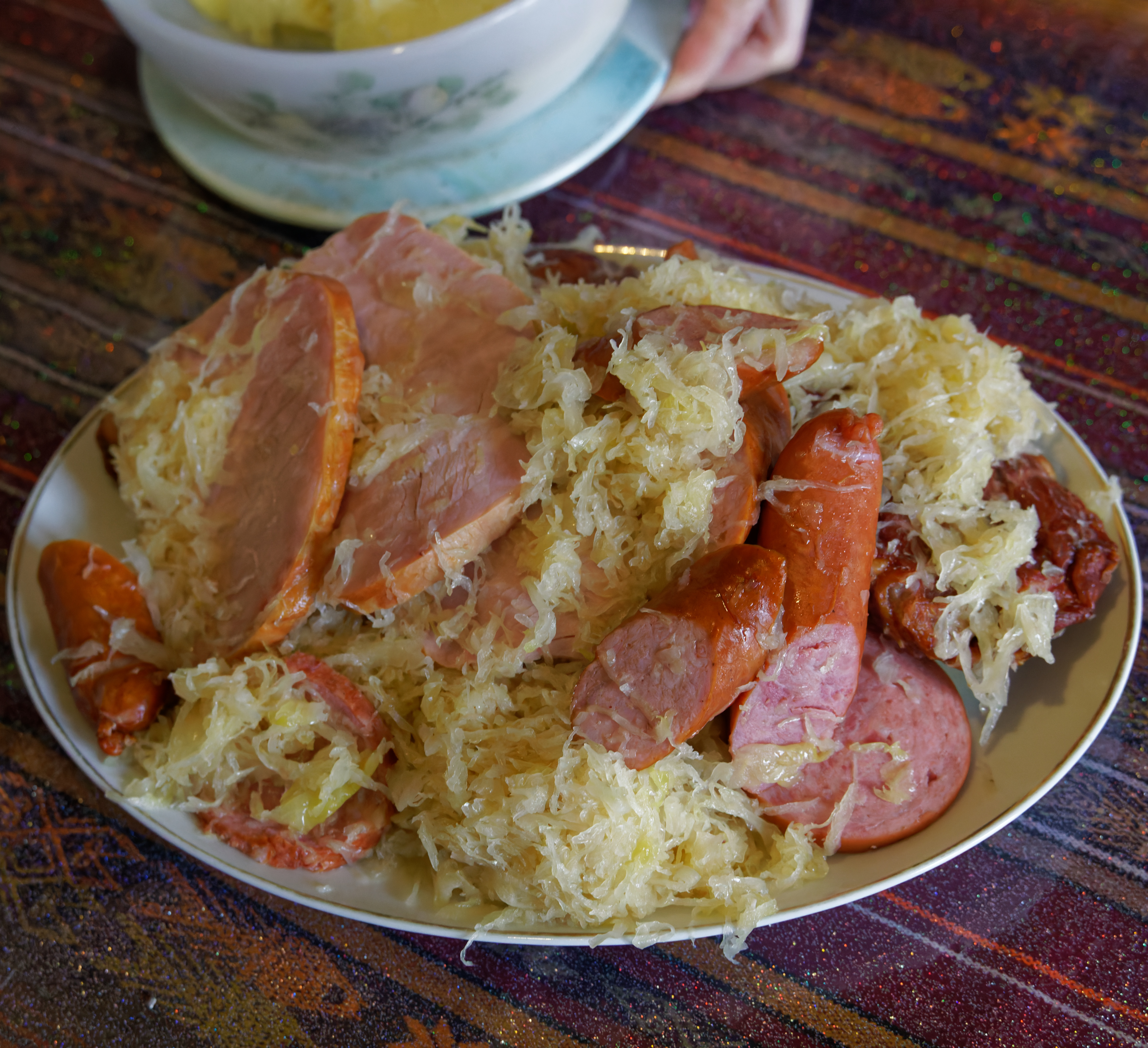
슈크루트 가르니
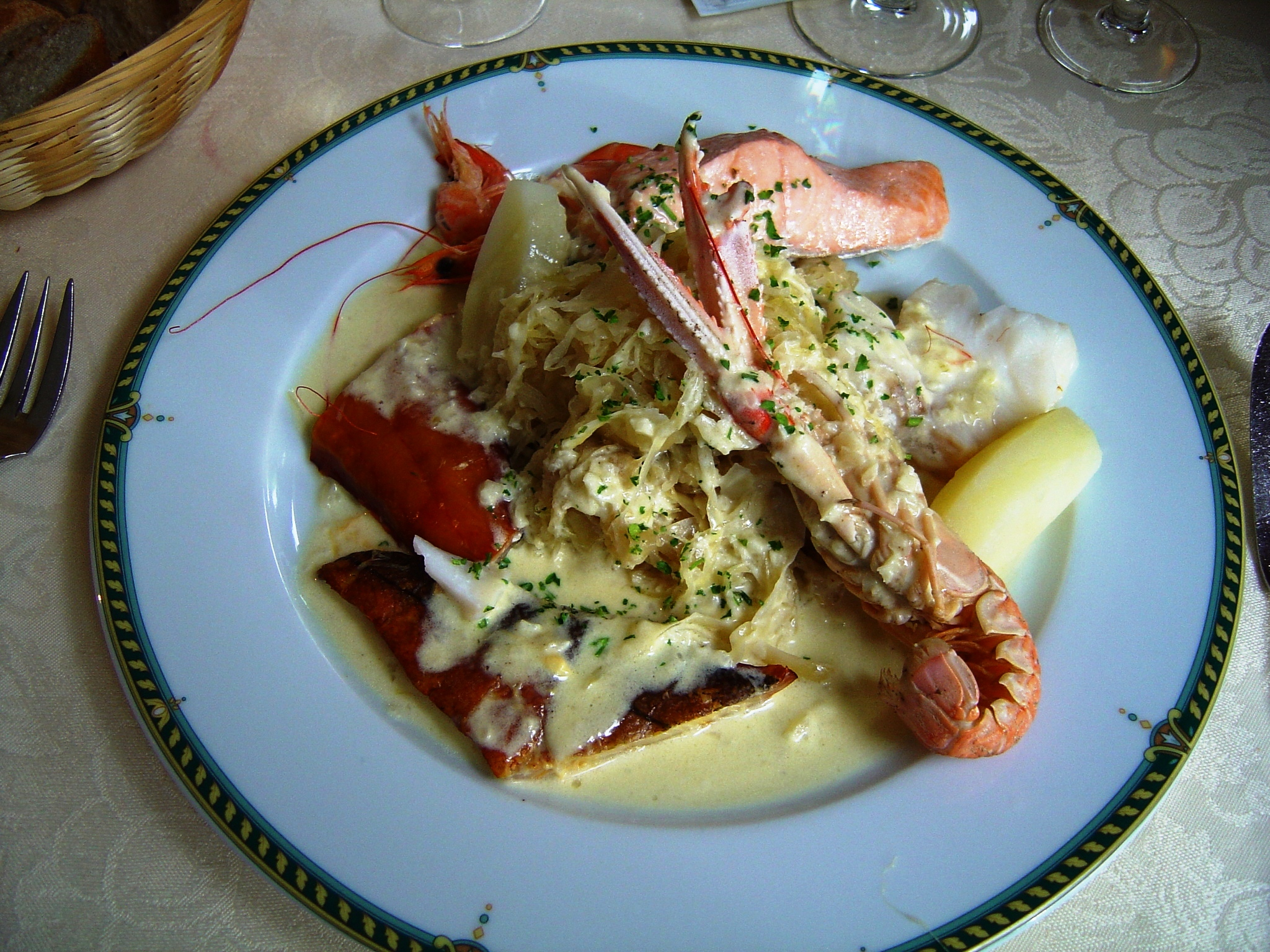
슈크루트 드 라 메르

## 같이 보기
- 자우어크라우트